# Kevin Willmott
Kevin Willmott (Estados Unidos, 31 de agosto de 1959) é um cineasta, professor da Universidade do Kansas e roteirista americano. Como reconhecimento, foi indicado ao Critics' Choice Movie Awards de 2019 na categoria de Melhor Roteiro Adaptado por BlacKkKlansman (2018).